# Eruguera de Makira
L'eruguera de Makira (Edolisoma salomonis) és una espècie d'ocell de la família dels campefàgids (Campephagidae).

## Hàbitat i distribució
Habita els boscos de les illes Salomó.